# IC 2435
IC 2435 ist eine elliptische Galaxie vom Hubble-Typ E5 im Sternbild Krebs auf der Ekliptik. Sie ist schätzungsweise 276 Millionen Lichtjahre von der Milchstraße entfernt und hat einen Durchmesser von etwa 65.000 Lj.

Im selben Himmelsareal befinden sich u. a. die Galaxien NGC 2750 und NGC 2753.
Das Objekt wurde am 8. April 1896 von Stéphane Javelle entdeckt.